# باليه أكواب الشاي
باليه أكواب الشاي، بالإنجليزية Tea cup ballet- هي صورة فوتوغرافية التقطتها المصورة الأسترالية الحديثة أوليف كوتون Olive Cotton عام 1935م. تعد الصورة أشهر أعمال كوتون. وهي تُظهر ستة أكواب شاي وصحون مضاءة لتكوين ظلال تشير إلى شكل راقصي الباليه.
وتم التقاط الصورة الأكثر شهرة، من قبل أوليف كوتون (1911-2003م) في استديو تصوير بعد الانتهاء من العمل في ذلك اليوم، وكانت كوتون وقتها مساعدة للمصور ماكس دوبان، وكانت كوتون قد اشترت مجموعة من أكواب الشاي والصحون للاستديو، وقد أثار اهتمامها مقابض أكواب الشاي ذات الزوايا، ولاحظت كوتون تشابهًا بينها وبين "ذراعي راقصي الباليه"، فقامت بترتيب أكواب الشاي تحت ضوء كاشف للتأكيد على هذا التشابه، فكانت النتيجة قوية. وأصبح التباين بين الضوء والظل أداة أسلوبية مهمة بالنسبة لكوتون، وهو ما ظهر واضحًا في صورها اللاحقة للأشخاص والعالم الطبيعي، بما في ذلك الزهور والنباتات والأشجار.
وتقول كوتن عن ظروف تصويرها لهذه الصورة:
بدأت هذه الصورة بعد أن اشتريت بعض الأكواب والصحون بأسعار معقولة من متجر Woolworths، لاستخدامها في فترات استراحة القهوة في الاستوديو، لتحل محل أكوابنا البالية القديمة إلى حد ما. ذكّرتني المقابض ذات الزوايا بأطراف الذراعين، وهذا أدى إلى فكرة التقاط صورة للتعبير عن موضوع  الرقص— أوليف كوتون، 
تم عرض الصورة في صالون لندن للتصوير الفوتوغرافي في عام 1935م، وكانت أول عمل لكوتون يُعرض خارج أستراليا.
تم عرض العمل على طابع بريدي صادر من هيئة البريد الأسترالية في عام 1991م؛ وذلك احتفالاً بمرور 150عامًا على التصوير الفوتوغرافي.
المواد المستخدمة
صورة فوتوغرافية مطبوعة على ورق جيلاتيني فضي 
أبعاد
جاءت الصورة بحجم 37.3 × 29.6 سم؛ على ورقة بحجم 38.0 × 30.2 سم 

## روابط خارجية
باليه فنجان الشاي - معرض الفنون في نيو ساوث ويلز